# Kasteel van La Forêt
Het Kasteel van La Forêt (Frans: Château de la Forêt) is een kasteel in de Franse gemeente Montcresson. Het kasteel is een beschermd historisch monument sinds 1986.
Het huidige kasteel zou teruggaan op een jachtslot uit de 13e eeuw. Rond 1600 werd er een nieuw kasteel met torens en omgeven door een slotgracht gebouwd.
Maarschalk en Frans president Patrice de Mac Mahon bewoonde het kasteel tussen 1860 en zijn overlijden in 1893. Hij liet het kasteel voor een groot stuk afbreken en heropbouwen. Van het 17e-eeuwse kasteel resten nog drie torens. Het interieur is grotendeels 19e-eeuws.